# 유순하
유순하(柳舜夏, 1943년 8월 30일 ~ )은 대한민국의 소설가, 문화비평가, 아동문학가, 극작가이다.
일본 교토에서 출생하였고, 1968년 《사상계》에 단막 희곡 〈인간이라면 누구나〉가, 1980년 《한국문학》에 중편 《허망의 피안》이 당선되어 등단하였다. 작품으로는 《생성》,《내가 그린 내 얼굴 하나》,《새로운 무덤 하나》,《벙어리 누에》,《여자는 슬프다》,《산 너머 강》 등이 있다. 이산문학상 등을 수상하였다.

## 주요 작품

### 희곡
- 희곡 《인간이라면 누구나》 (1968) 월간 사상계

### 소설
- 중편 《허망의 피안》 (1980)
- 중편 《달분이》 (1982)
- 장편 《생성》 (1988) 풀빛
- 장편 《하회사람들》 (1988) 고려원
- 소설집 《내가 그린 내 얼굴 하나》 (1988) 민음사 (2007년 재출간: 책세상 ISBN 9788970136363)
- 소설집 《새 무덤 하나》 (1989) 풀빛
- 장편 《낮달》 (1989) 고려원
- 장편 《배반》 (1990) 열음사
- 《사슴꿈》 (1990) 고려원
- 소설집 《벙어리 누에》 (1990) 문학과지성사 0000238244
- 중편 《막막한 바다》 (1990) 제1회김유정문학상수상작품집 동서문학사
- 중편 《한 자유주의자의 실종》 (1991) 제2회김유정문학상수상작품집 동서문학사
- 연작 《고궁》 (1991) 한벗 ISBN 2007965000029
- 장편 《91학번》 (1992) 민족과문학사
- 장편 《고독》 (1992) 세계사 ISBN 893380014X
- 소설집 《다섯 번째 화살》 (1992) 세계사 ISBN 8933800220
- 장편 《여자는 슬프다》 (1994) 민음사 ISBN 8937401487
- 장편 《산 너머 강》 (1994) 고려원 ISBN 8912065254
- 장편 《희망의 혁명》 (1994) 열린세상
- 장편 《아주 먼 길》 (1995) 문학과지성사 ISBN 8932007462
- 소설 《대통령》 (1998) 실천문학사 ISBN 8939203321
- 소설집 《무서운 세상》 강 (1998) ISBN 8982180354
- 장편 《멍에》 (2007) 문이당 ISBN 9788974563592
- 장편 《길 밖의 길》 (2008) 책세상 ISBN 9788970136806
- 단편 《바보 아재》 (2013) 소설문학 2013 여름호

### 동화
- 《시간 은행》 (1986)
- 장편동화 《힘내라 동서남북》 (1990) 세계사 ISBN 8912570242 (1992) 고려원미디어
- 장편동화 《동수의 세 번째 비밀》 (1991) 산하 ISBN 9788976500250
- 창작집 《우물안 개구리》 (1991) 현암사

### 에세이/문화비평
- 《한 몽상가의 여자론》 (1994) 문예출판사 ISBN 8931002483
- 《삼성 신경영 대해부-한 몽상가의 기업론》 (1995) 고려원 ISBN 8912128280
- 《삼성, 신화는 없다》 (1995) 고려원 ISBN 8912128272
- 《한국 정치판의 시계는 지금 몇 시인가》 (1995) 문이당 ISBN 9788974560577
- 《삼성의 새로운 위기》 (1996) 계몽사 ISBN 8906503350
- 《참된 페미니즘을 위한 성찰 : 한 몽상가의 페미니즘론》 (1996) 문이당 ISBN 8974560658
- 《한국 문화에 대한 체험적 의문 99 : 한 몽상가의 문화론》 (1998) 한울 ISBN 9788946025066
- 《당신들의 일본 : 한 몽상가의 체험적 한일 비교 문화론》 (2014) 문이당 ISBN 9788974564803
- 《사자, 포효하다》 (2015) 문이당 ISBN 9788974564810
- 《부모가 바뀌면 자식이 산다》 (2015) 문이당 ISBN 9788974564865

## 수상
- 1968년 사상계 신인상 : 희곡 《인간이라면 누구나》
- 1980년 한국문학 신인상 : 소설 《허망의 피안》
- 1986년 아동문예 신인상 : 동화 《시간은행》
- 1989년 이산문학상 : 장편소설 《생성》
- 1991년 김유정문학상 : 중편소설 《한 자유주의자의 실종》
- 2013년 EBS라디오 문학상 대상 : 소설 《바보아재》